# هارون فوغل
هارون فوغل (بالإنجليزية: Aaron Fogel)‏ هو شاعر أمريكي، ولد في 12 يناير 1947 في نيويورك في الولايات المتحدة.